# Der Knastarzt
Der Knastarzt ist eine deutsche Fernsehserie, die von April bis Mai 2014 auf RTL ausgestrahlt wurde. Die Produktion mit Bernhard Piesk in der Hauptrolle handelt von einem Arzt, der im Gefängnis landet und dort die Rolle des Gefängnisarztes übernimmt. In weiteren Rollen sind Laura Osswald und Clelia Sarto  zu sehen.

## Inhalt
Der Arzt Dr. Tobias Falk leistet Sterbehilfe, indem er seiner todkranken Patientin einen tödlichen Medikamentencocktail verschreibt und ihr diesen mit ihrem Einverständnis auch verabreicht. Am Tag seines Geburtstages erfährt er, dass die Patientin ihn ohne sein Wissen als Alleinerben eingesetzt hat. Die Angehörigen der Verstorbenen ordnen eine Obduktion an, da sie glauben, dass Falk die Frau getötet hat. Er wird festgenommen und später zu mehreren Jahren Haft verurteilt. Sein Freund und Anwalt Nico Vogler sowie seine Freundin Mia müssen dies hilflos mit ansehen.
In der JVA-Nord teilt sich Falk eine Zelle mit Paul Botz und ist den Schikanen des Justizvollzugsbeamten Bernd Hollerbach ausgesetzt. Nachdem er einem erstickenden Mithäftling durch einen Luftröhrenschnitt das Leben rettet, bietet ihm die Gefängnisdirektorin Katja Herwald die zu diesem Zeitpunkt wegen Mangels entsprechender Finanzmittel unbesetzte Stelle des Knastarztes an. Er nimmt diese nach anfänglichem Zögern an und behandelt gemeinsam mit der Krankenschwester und Medizinstudentin Anke Bruchhausen die Häftlinge.
Seinen Freund Nico, der ihn wegen des Tötungsdelikts anwaltlich vertritt, stattet Falk mit umfassenden Vollmachten für seine Konten aus, damit dieser ein Berufungsverfahren einleiten kann. Im späteren Handlungsverlauf erfährt Falk, dass seine Freundin Mia sich von ihm trennt und nunmehr Nicos Partnerin ist. Bei einem Besuch seines Vaters in der JVA beauftragt Falk einen anderen Anwalt mit seiner Vertretung in der Berufungssache.
Als Falk im weiteren Verlauf von seiner Mutter erfährt, dass sein Vater ein schwerwiegendes Karzinom hat und dringend operiert werden muss, bittet er die Gefängnisdirektorin um vorübergehenden Hafturlaub, um bei der Operation anwesend sein zu können. Dieser wird ihm jedoch mit der Begründung verwehrt, die Angehörigen seiner ehemaligen (durch die von ihm verabreichte Medikation getöteten) Patientin hätten weitreichende Beziehungen.
Er plant daraufhin zunächst einen Ausbruch aus der JVA unter Mithilfe des Insassen Victor Rodenko, welcher zu diesem Zweck eine Erkrankung vortäuscht. Der Plan sieht vor, dass Rodenko nach Falks Diagnose in ein Haftkrankenhaus überführt werden soll – die Flucht soll während des Krankentransports erfolgen. Nach verschiedenen Komplikationen, die seinen ursprünglichen Fluchtplan scheitern lassen, gelingt Falk schließlich dennoch ein Ausbruch unter Mithilfe eines anderen insässigen Patienten und seines Zellengenossen Botz.

## Besetzung

### Hauptbesetzung
| Rolle            | Schauspieler   | Folgen |
| ---------------- | -------------- | ------ |
| Dr. Tobias Falk  | Bernhard Piesk | 1–6    |
| Anke Bruchhausen | Laura Osswald  | 1–6    |
| Bernd Hollerbach | Michael Starkl | 1–6    |
| Katja Herwald    | Clelia Sarto   | 1–6    |

### Nebenbesetzung
| Rolle                     | Schauspieler           | Folgen |
| ------------------------- | ---------------------- | ------ |
| Paul Botz                 | Götz Argus             | 1–6    |
| Victor Rodenko            | Aleksandar Jovanovic   | 1–6    |
| Nico Vogler               | Dominic Boeer          | 1, 4   |
| Hagen Lommert             | Jürgen Rißmann         | 1, 6   |
| Mia                       | Zoe Weiland            | 1      |
| Lara Neumünster           | Alma Leiberg           | 1      |
| Maria Vöckel              | Peggy Lukac            | 1      |
| Schliesser Ansgar Nenner  | Kai Henschel           | 2–3    |
| Gerhard Falk              | Rainer Laupichler      | 2      |
| Benno Wosniak             | Christoph Grunert      | 2      |
| Achim Bechtler            | Eric Klotzsch          | 2      |
| Herr Selcher (Schliesser) | André Röhner           | 3      |
| Benny Kausch              | Gerrit Klein           | 4      |
| Tim Sonntag               | Bert Tischendorf       | 5      |
| Hanna Falk                | Alexandra von Schwerin | 5–6    |
| Michi Steinig             | Daniel Aichinger       | 6      |

## Hintergrund
Im Oktober 2012 kündigte RTL Television an, dass sie an einem neuen Piloten arbeiten. Die erste Staffel von Der Knastarzt wird sechs Episoden umfassen, die zwischen dem 25. Juli und dem 25. September 2013 in Düsseldorf, Leverkusen und Kassel abgedreht wurde. Als Gefängnis dient das ehemalige JVA-Gelände Ulmer Höh in Düsseldorf und die alte Justizvollzugsanstalt Kassel III (Elwe). Produzent ist die ITV Studios Germany in Zusammenarbeit mit Twenty Four 9 Films.
Am 2. Juli 2015 stellte RTL die Serie nach der ersten Staffel ein.

## Episodenliste
| Nr. (ges.) | Nr. (St.) | Originaltitel | Erstausstrahlung D | Zuschauer |
| ---------- | --------- | ------------- | ------------------ | --------- |
| 1          | 1         | Sterbehilfe   | 3. Apr. 2014       | 3,27 Mio. |
| 2          | 2         | Verräter      | 10. Apr. 2014      | 2,77 Mio. |
| 3          | 3         | Geiselnahme   | 17. Apr. 2014      | 2,37 Mio. |
| 4          | 4         | Angezählt     | 24. Apr. 2014      | 2,80 Mio. |
| 5          | 5         | Krieg         | 8. Mai 2014        | 2,50 Mio. |
| 6          | 6         | Ausbruch      | 15. Mai 2014       | 2,21 Mio. |

## DVD-Veröffentlichung
Die erste Staffel wurde am 18. April 2014 von Universum Film auf DVD veröffentlicht.